# Hosszúlevelű buvákfű
A hosszúlevelű buvákfű (Bupleurum longifolium) a zellerfélék családjába tartozó védett növény. Júniusban–júliusban virágzik.

## Elterjedése
Sziklás, mezofil erdőkben fordul elő. Franciaországban, Svájcban, Közép- és Délkelet-Európában, valamint Oroszországban található meg. Magyarországon az Északi-középhegységben, a Bükkben, a Mátrában, a Dunántúli-középhegységben, a Pilisben, a Budai-hegységben, a Vértesben és a Bakonyban él.
Magyarországon 2001 óta védett, természetvédelmi értéke 10 000 Ft.

## Képek

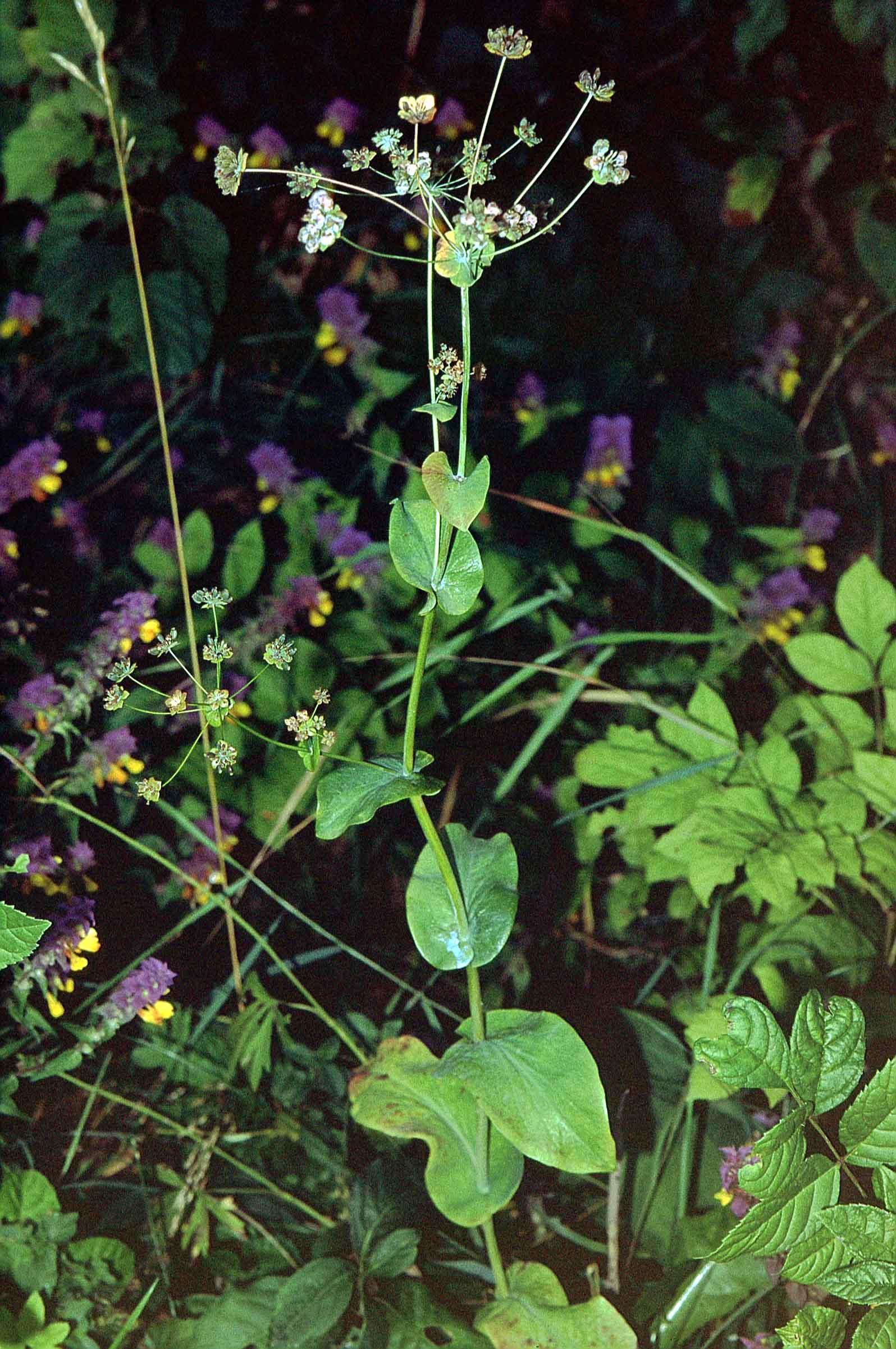
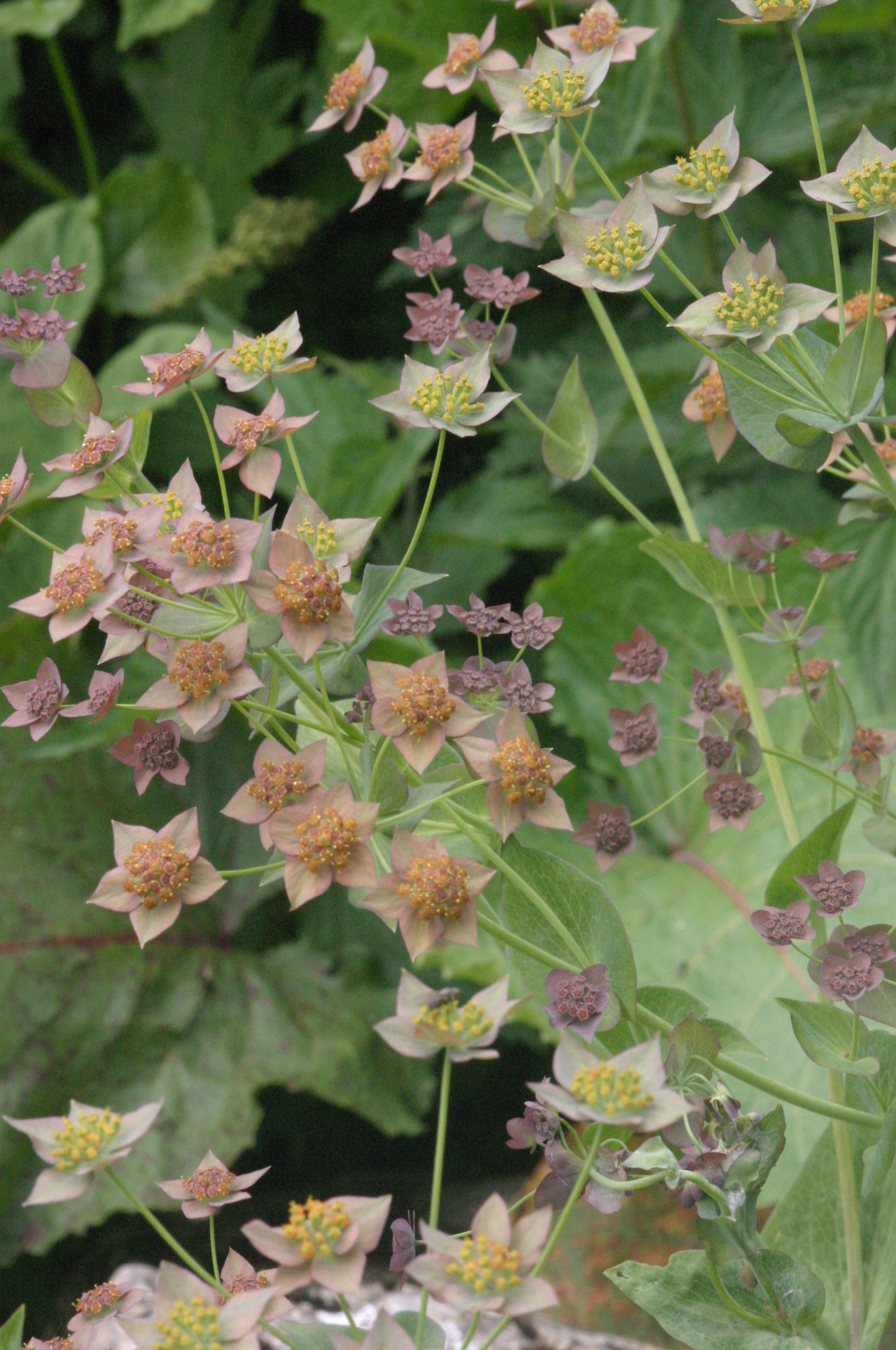
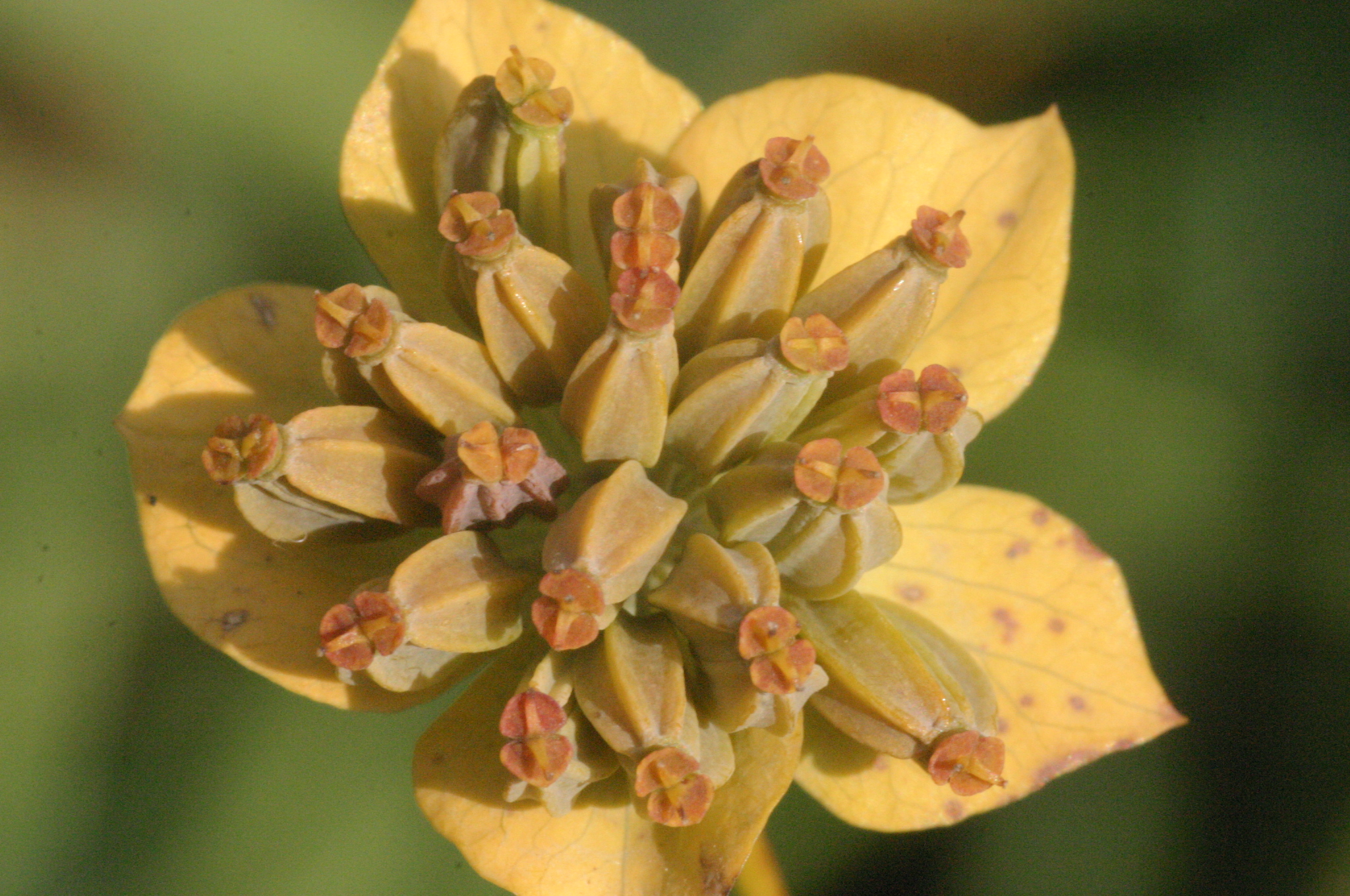
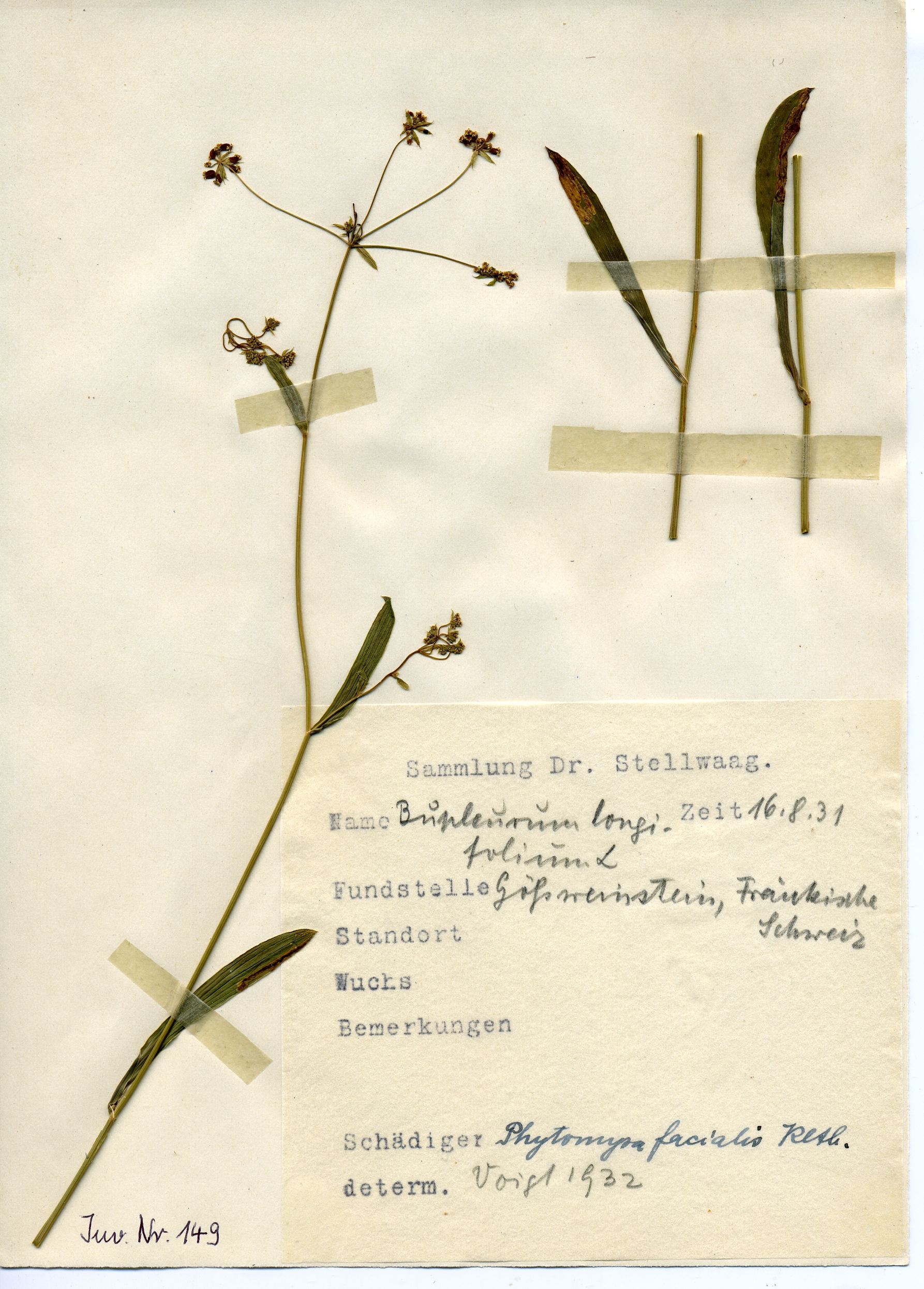

## Leírása
Szára hengeres, vékony, felső részén dúsan elágazik, magassága általában 20 és 60 cm között van. Tojásdad alakú, ülő elhelyezkedésű alsó levelei szélesebbek, szélük ép, felületük enyhén viaszos, szárlevelei viszont keskenyebbek és szárölelőek vagy átnőttek. Közülük a felsők többé-kevésbé hegyes, tojásdad vagy hosszúkás–tojásdad alakúak, mélyen szíves vállal szárölelők, az alsók elkeskenyedő vállal ülnek, míg a tőlevelek hosszú nyélbe keskenyednek. Laza összetett ernyővirágzatában az ernyőcskék hosszú kocsánnyal rendelkeznek, a virágok színe halvány zöldessárga. Gallérja és gallérkalevelei kerekdedek, nagyok, épek. A növény termése sima.